# Calliodentalium
Calliodentalium är ett släkte av blötdjur. Calliodentalium ingår i familjen Calliodentaliidae.
Calliodentalium är enda släktet i familjen Calliodentaliidae.
Kladogram enligt Catalogue of Life:
| Calliodentalium | \| \| Calliodentalium balanoides \| \| \| \| \| \| Calliodentalium callipeplum \| \| \| \| \| \| Calliodentalium crocinum \| \| \| \| \| \| Calliodentalium semitracheatum \| \| \| \| |
|                 | \| \| Calliodentalium balanoides \| \| \| \| \| \| Calliodentalium callipeplum \| \| \| \| \| \| Calliodentalium crocinum \| \| \| \| \| \| Calliodentalium semitracheatum \| \| \| \| |
|                 | Calliodentalium balanoides |
|                 | |
|                 | Calliodentalium callipeplum |
|                 | |
|                 | Calliodentalium crocinum |
|                 | |
|                 | Calliodentalium semitracheatum |
|                 | |